# 布拉肯維爾伍茲 (特拉華州)
布拉肯維爾伍茲（英語：Brackenville Woods）是位於美國特拉華州紐卡斯爾縣的一個非建制地區。該地的面積和人口皆未知。

## 地理
布拉肯維爾伍茲的座標為39°47′25″N 75°39′41″W / 39.79028°N 75.66139°W，而該地的平均海拔高度為83米（即272英尺）。